# Van Thiel United
Van Thiel United is een bedrijf in de Nederlandse plaats Beek en Donk dat bevestigingsmaterialen voor metalen bouwsteigers vervaardigt.

## Geschiedenis

### 19e eeuw
Het bedrijf is de meest rechtstreekse voortzetting van de oorspronkelijke spijkersmederij annex linnenweverij die Piet van Thiel startte in 1842. Van 1852 tot 1871 werkten hier Piets jongere broers Martinus van Thiel en Hendrik van Thiel, die na de dood van hun moeder naar Helmond zouden vertrekken en een soortgelijk bedrijf oprichtten. Het Beek en Donkse bedrijf heette oorspronkelijk: Piet van Thiel & Cie.. In 1874, 1879 en 1882 traden Piets zoons in het bedrijf, respectievelijk Willem, Gijs, en Janus. In 1886 werd het bedrijf omgedoopt in: P. van Thiel en Zonen. Nadat Piet in 1894 was gestorven gingen deze zoons verder. De onderneming breidde zich ondertussen uit, onder meer met een stoomweverij in 1882. In 1889 werkten er 59 werklieden op de spijkerafdeling, op de weverij annex zakkenmakerij 26 personen. Er werd in 1889 ook een draadtrekkerij opgericht. De draadproducten, waaronder draadnagels, gingen een steeds belangrijker rol spelen.

### Eerste helft 20e eeuw
De fabriek, de Javafabriek genoemd, heeft tot 1910 bestaan. De linnenweverij heeft tot het begin van de 20e eeuw dienstgedaan. In 1907 werd een nieuwe klinknagel-, moeren en kozijnankerfabriek gebouwd. Verder kreeg men de beschikking over een galvaniseerinrichting. De arbeidsverhoudingen kregen ondertussen een minder gemoedelijk karakter: De familie Van Thiel bezat vele huurhuizen, hetgeen ongewenste afhankelijkheid met zich meebracht, en er was ook min of meer sprake van gedwongen winkelnering. Dit leverde vanaf omstreeks 1890 stof tot conflicten. Begin 1909 ontstond er spanning tussen de steeds mondigere arbeiders en hun organisatie en de directie-eigenaren door een eenzijdige afgekondigd fabrieksreglement waarin de arbeiders in de vorm van de Nederlandsche Rooms-Katholieke Metaalbewerkersbond niet waren gekend. Ondanks de bezwaren legden de arbeiders zich onder druk hier bij neer. De verhoudingen werden er niet beter op. Naar aanleiding van het ontslag van vier werknemers  én de gelijktijdige huuropzegging aan circa 80 arbeiders, uitsluitend leden van de vakbond, volgde in december 1909 een staking. Deze werd na zes maanden door de vakbond opgeheven.
In juli 1913 kwam het tot een interne bedrijfssplitsing. Janus kreeg de recent opgerichte klinknagelfabriek toegewezen. Hij mocht tevens de naam P. van Thiel en Zonen blijven voeren. Deze onderneming is de basis van Van Thiel United. De gebroeders Willem en Gijs gingen onder de naam n.v. Van Thiel's Draadindustrie verder met de draadnagelfabriek, die tot het huidige Thibo zou leiden. 
Janus nam in 1913 zijn drie zoons Henri, Jan en Piet op in het bedrijf en zijn broer Willem J. van Thiel werd volgens een vermelding in de Katholieke Illustratie van woensdag 21 mei 1924 benoemd tot Officier in de Oranje Nassau Orde wegens '50 jaar (1874 -1924) verbonden aan de N.V. van Thiel's draadindustrie'.  De firma groeide. Jan van Thiel richtte in 1932 een eigen bedrijf op: de "Houtschroevenfabriek Jan van Thiel. Pas in 1948 ging deze produceren, aangezien in de jaren daaraan voorafgaand een economische crisis en de Tweede Wereldoorlog woedden.

### Tweede helft 20e eeuw
Na de Tweede Wereldoorlog splitste het bedrijf opnieuw. Henri van Thiel ging de bouten produceren en mocht de firmanaam P. van Thiel en Zonen behouden. Piet van Thiel ging schroeven en schroefbouten produceren onder de naam Schroevenfabriek P.F.G. van Thiel, waartoe een nieuwe fabriek werd gebouwd. Beide bedrijven fuseerden in 1969 opnieuw en gingen samen Van Thiel United heten.
Dit bedrijf dreigde in 1973 failliet te gaan, waarop een bedrijfsbezetting door de arbeiders plaatsvond, welke een week duurde. In hetzelfde jaar werd het gekocht door P.W. Zweegers B.V., een fabrikant van landbouwmachines te Geldrop, die later tot de Kverneland Group behoorde (merknaam Vicon) en tegenwoordig onderdeel van de Kuhn Groep is. Vervolgens volgde een doorstart van Van Thiel United als zelfstandig bedrijf dat echter eind 2023 failliet werd verklaard. Dat maakte vervolgens een doorstart onder een nieuwe eigenaar, uit de familie Zweegers, onder de oude naam. 